# Championnats d'Europe de char à voile 2021
Navigation
2020 2022
Les 54e championnats d'Europe de char à voile 2021, organisés dans le pays hôte, par le club « Au Gré du Vent », sous l'égide de la fédération internationale du char à voile, qui devaient se dérouler du 3 au 9 octobre 2020, à Camiers - Sainte-Cécile-Plage - Saint-Gabriel-Plage, Marck dans le département du Pas-de-Calais et Gravelines, dans le département du Nord, en France, pour des raisons sanitaires liées à la pandémie de Covid-19, sont reportés sur les mêmes sites, en 2021, de fin septembre à début octobre.
Les compétitions se déroulent sur 3 sites : 
- Camiers, du 25 septembre au 1er octobre, pour la classe 2, classe 3, classe 5 et 5 Sport ;
- Gravelines, du 16 au 18 septembre, pour la classe Mini Yacht ;
- Marck, du 14 au 17 septembre, pour la classe 8.

La compétition 2021 est reportée et se déroulera du 1er au 7 octobre 2022.